# Gebetswoche
Als Gebetswoche wird im Christentum eine regional oder international vereinbarte Woche bezeichnet, in der die Gläubigen aufgerufen sind, Gebete in einem bestimmten Anliegen zu verrichten. Im Gegensatz zu einer Novene, die über neun Tage hinweg gleichbleibende sowie täglich wechselnde Gebete beinhaltet, sind Gebetswochen in ihrer Gestaltung frei.

## Gebetswoche der Evangelischen Allianz
Die Allianzgebetswoche wurde 1846 bei der Gründungsversammlung der Weltweiten Evangelischen Allianz angeregt und wird seit 1861 regelmäßig durchgeführt. Sie findet in den deutschsprachigen Ländern gewöhnlich in der zweiten, international in der ersten vollen Januarwoche statt.

## Weltgebetswoche für die Einheit der Christen
Die Gebetswoche für die Einheit der Christen wird jährlich im Zeitraum 18. bis 25. Januar oder zwischen Christi Himmelfahrt und Pfingsten gefeiert. Der Ökumenische Rat der Kirchen (ÖRK) hat die Federführung. Diese internationale Gebetswoche wurde 1909 vom Amerikaner Paul Francis Wattson (1863–1940) ins Leben gerufen. Die Päpste der Römisch-katholischen Kirche unterstützen seit Papst Pius X. (1903–1914) diese Weltgebetswoche. Das Gebet zur Einheit der Christen wurde 1916 von Papst Benedikt XV. (1914–1922) mit einem Apostolischen Schreiben auf die ganze katholische Kirche ausgeweitet und wird weiterhin von den Päpsten lobend erwähnt. Zwecks Vorbereitung und Durchführung erarbeiten die „Kommission für Glauben und Kirchenfassung“ (ÖRK) und der Päpstliche Rat zur Förderung der Einheit der Christen gemeinsame Arbeitspapiere und stellen die Gebetswoche unter ein gemeinsames Motto.

## Sonstige Gebetswochen
Ergänzend zum privaten Gebet finden zum Beispiel in den Pfarreien, in Gebetskreisen, in Religionsgemeinschaften oder in Bischofskirchen oft auch Gottesdienste (Messfeiern, Abendmahl oder Andachten) zur jeweiligen Gebetswoche statt. Solche Anliegen sind unter anderem das Gebet um geistliche Berufe, die Weltgebetsoktav (sie steht auch für die Weltgebetswoche für die Einheit der Christen), die Rosenkranzgebete oder für aktuelle Gebetsanliegen. Der Christliche Verein junger Menschen (CVJM) führte seine Weltbundgebetswoche vom 10. bis 16. November 2013 unter dem Leitspruch „Be the Change“ durch.